# Stützgas
Stützgas ist ein Element der Kurventechnik beim Motorradfahren, welches dazu dient die Schräglage in Kurven zu kontrollieren.
Kurven werden mit dem Motorrad abhängig von der Fliehkraft in Schräglage durchfahren. Wird eine Kurve mit konstantem Kurvenradius mit abnehmender Geschwindigkeit durchfahren, nimmt die Fliehkraft ab und die Schräglage zu, das Motorrad würde nach innen kippen, wenn der Fahrer nicht reagiert. Er hat zwei Möglichkeiten: Er kann Gas geben und dabei durch Beschleunigen die Fliehkraft erhöhen oder einlenken und den Kurvenradius verkleinern. Bei der Kurvenfahrt mit entsprechendem Stützgas wird die Geschwindigkeit dem Kurvenradius angepasst und so kann die Schräglage ohne Lenkbewegung stabil gehalten werden. Durch Stützgas werden zudem unerwünschte Lastwechselreaktionen verhindert. 
Am Kurvenausgang, also am Übergang zwischen Kurve und anschließender Gerade, hilft Gas geben und die damit einhergehende Geschwindigkeitserhöhung, das Motorrad aus der Schräglage wieder in die gerade (vertikale) Position zu bringen.